# Keuzeaxioma
Het keuzeaxioma is een enigszins controversieel axioma uit de verzamelingenleer, dat in 1904 werd geformuleerd door Ernst Zermelo. Het keuzeaxioma zegt dat het, gegeven een oneindige verzameling van verzamelingen, altijd mogelijk is om uit elk van deze verzamelingen precies één element te kiezen, ook al is er geen keuzeregel gedefinieerd die bepaalt welk element uit ieder van deze verzamelingen gekozen moet worden. Preciezer geformuleerd:
Zij {\displaystyle X} een oneindige verzameling van niet-lege verzamelingen {\displaystyle V_{i}} dan kan men uit iedere verzameling {\displaystyle V_{i}\in X} een element kiezen, dat wil zeggen dat er een keuzefunctie {\displaystyle f} bestaat, gedefinieerd op {\displaystyle X}, zodanig dat voor elke verzameling {\displaystyle V} in {\displaystyle X} geldt, dat {\displaystyle f(V)} een element is van {\displaystyle V}.
of in formule
{\displaystyle \forall X\left[\varnothing \notin X\Longrightarrow \exists \left(f:X\rightarrow \bigcup X\ \right)\forall \left(V\in X\ \right):f(V)\in V\right]}
Het keuzeaxioma wordt in tal van deelgebieden van de wiskunde gebruikt. Het heet een axioma omdat het niet kan worden bewezen uit de andere axioma's van de verzamelingenleer. Het is er echter ook niet mee in tegenspraak. Het is equivalent met een aantal stellingen, waaronder het lemma van Zorn en de welordeningsstelling. Elk van deze zou dus ook als axioma beschouwd kunnen worden, en het keuzeaxioma een stelling die op basis van dat axioma bewezen kan worden.
Het keuzeaxioma wordt niet vereist als er sprake is van een eindig aantal verzamelingen of als er wel een "keuzeregel" is gedefinieerd.

## Geschiedenis
Het keuzeaxioma werd in 1904 door Ernst Zermelo opgesteld. Hoewel aanvankelijk omstreden, wordt het keuzeaxioma nu zonder voorbehoud door de meeste wiskundigen gebruikt. Een motivatie voor dit gebruik is dat een aantal belangrijke wiskundige resultaten, zoals de stelling van Tychonov, het keuzeaxioma voor hun bewijzen vereisen. Hedendaagse verzamelingentheoretici bestuderen ook axioma's die niet compatibel zijn met het keuzeaxioma, zoals het axioma van bepaaldheid. In tegenstelling tot het keuzeaxioma worden deze alternatieven gewoonlijk niet voorgesteld als axioma's van de wiskunde, maar alleen als beginselen met interessante gevolgen in de verzamelingenleer.

## Bewering
Een keuzefunctie is een functie {\displaystyle f}, gedefinieerd op een verzameling {\displaystyle X} van niet-lege verzamelingen, zodanig dat voor elke verzameling {\displaystyle V} in {\displaystyle X}, {\displaystyle f(V)} een element van {\displaystyle V} is. Met dit concept kan het axioma als volgt worden geformuleerd:
Voor elke verzameling {\displaystyle X} van niet-lege verzamelingen bestaat er een keuzefunctie {\displaystyle f} gedefinieerd op {\displaystyle X}.
De ontkenning van het keuzeaxioma stelt dat er een verzameling van niet-lege verzamelingen bestaat die geen keuzefunctie heeft.
Elke keuzefunctie op een verzameling {\displaystyle X} van niet-lege verzamelingen kan worden beschouwd als (of kan worden geïdentificeerd met) een element van het cartesisch product van de verzamelingen in {\displaystyle X}. Dit leidt tot een gelijkwaardige stelling aan het keuzeaxioma:
Gegeven enige verzameling van niet-lege verzamelingen is hun cartesisch product een niet-lege verzameling.

### Varianten
Er zijn vele andere gelijkwaardige formuleringen van het keuzeaxioma. Deze zijn in die zin equivalent dat zij, in het bijzijn van andere fundamentele axioma's van de verzamelingenleer, het keuzeaxioma impliceren en dat omgekeerd het keuzeaxioma door hen geïmpliceerd wordt.
Een variant vermijdt het gebruik van keuzefuncties door elke keuzefunctie in feite te vervangen door haar bereik.
Gegeven een willekeurige verzameling {\displaystyle X} van paarsgewijs disjuncte niet-lege verzamelingen, bestaat er ten minste een verzameling {\displaystyle C}, die precies één element gemeen heeft met elk van de verzamelingen in {\displaystyle X}.
Een ander gelijkwaardig axioma beschouwt alleen verzamelingen {\displaystyle X}, die in wezen machtsverzamelingen van andere verzamelingen zijn:
Voor elke verzameling {\displaystyle A} heeft de machtsverzameling van {\displaystyle A} (waar de lege verzameling uit is verwijderd) een keuzefunctie.
Auteurs die gebruikmaken van deze formulering, spreken vaak van de keuzefunctie op {\displaystyle A}, maar ga ervan uit dat dit een iets andere notie van een keuzefunctie betreft. Haar domein is de machtsverzameling op {\displaystyle A} (waar de lege verzameling uit is verwijderd), en is dus zinvol voor elke verzameling {\displaystyle A}, terwijl met de definitie, die elders in dit artikel wordt gebruikt, het domein van een keuzefunctie op een verzameling van verzamelingen die verzameling zelf is en dus alleen voor verzamelingen van verzamelingen zinvol is. Met deze alternatieve notie van een keuzefunctie kan het keuzeaxioma compact als volgt worden geformuleerd
Elke verzameling heeft een keuzefunctie.
wat gelijkwaardig is aan
Voor elke verzameling {\displaystyle A} is er een functie {\displaystyle f}, zodanig dat voor elke niet-lege deelverzameling {\displaystyle B} van {\displaystyle A}, {\displaystyle f(B)} in {\displaystyle B} ligt.
De ontkenning van het keuzeaxioma kan dus uitgedrukt worden als:
Er is een verzameling {\displaystyle A}, zodanig dat voor alle functies {\displaystyle f} (op de verzameling van niet-lege deelverzamelingen van {\displaystyle A}), er een {\displaystyle B} bestaat, zodanig dat {\displaystyle f(B)} niet in {\displaystyle B} ligt.

### Beperking tot eindige verzamelingen
De gebruikelijke formulering van het keuzeaxioma refereert niet aan enige specifieke oneindige verzameling, en heeft als zodanig een eindige restrictie die beweert dat elke eindige verzameling van niet-lege verzamelingen een (eindige) keuzefunctie heeft. De eindige restrictie is een stelling van de Zermelo-Fraenkel-verzamelingenleer (ZF) en kan gemakkelijk worden bewezen door gebruik te maken van volledige inductie. De intuïtiviteit van het keuzeaxioma kan te danken zijn het aan het veralgemenen van dit eindige geval.

## Gebruik
Hoewel het keuzeaxioma toen nog niet formeel was geformuleerd, werd het in de laat-19de eeuw wel al vaak impliciet gebruikt. Na bijvoorbeeld te hebben vastgesteld dat de verzameling {\displaystyle X} alleen niet-lege verzamelingen bevat, zou een wiskundige gezegd kunnen hebben: "Laat {\displaystyle F(V)} voor alle {\displaystyle V} in {\displaystyle X} een van de elementen van {\displaystyle V} zijn." In het algemeen is het onmogelijk om te bewijzen dat {\displaystyle F} bestaat zonder het keuzeaxioma, maar dit lijkt totdat Zermelo zich hierin verdiepte onopgemerkt te zijn gebleven.
Niet elke situatie vereist het keuzeaxioma. Voor eindige verzamelingen {\displaystyle X} volgt het keuzeaxioma uit de andere axioma's van de verzamelingenleer. In dat geval is het gelijkwaardig met zeggen dat als we meerdere (maar wel een eindig aantal) dozen hebben, die elk ten minste een object bevatten, dat wij dan uit elke doos precies een object kiezen. Uiteraard kunnen we dit doen: We beginnen bij de eerste doos, kiezen een object, gaan naar de tweede doos, kiezen een object, en ga zo maar door. Het aantal dozen is eindig, dus uiteindelijk komt onze keuzeprocedure tot een einde. Het resultaat is een expliciete keuzefunctie: een functie die uit de eerste doos het eerste object geeft dat we kozen, uit de tweede doos het tweede object dat we kozen, en zo verder. (Een formeel bewijs voor alle eindige verzamelingen zou gebruikmaken van het principe van volledige inductie.)
Voor bepaalde oneindige verzamelingen {\displaystyle X} is het ook mogelijk om te voorkomen dat wij de hulp van het keuzeaxioma moeten inroepen. Stel bijvoorbeeld dat de elementen van {\displaystyle X} verzamelingen van natuurlijke getallen zijn. Iedere niet-lege verzameling van natuurlijke getallen heeft een kleinste element, dus om onze keuzefunctie te specificeren kunnen we gewoonweg zeggen dat het elke verzameling afbeeldt op het kleinste element van deze verzameling. Dit geeft ons een definiete keuzefunctie van een element uit elke verzameling en we kunnen een expliciete uitdrukking formuleren, die ons vertelt welke waarde onze keuzefunctie aanneemt. Iedere keer als het mogelijk blijkt te zijn om zo'n expliciete keuze te specificeren, is het niet nodig een beroep te doen op het keuzeaxioma.
De moeilijkheid treedt op wanneer er geen natuurlijke keuze van elementen uit elke verzameling is. Als we geen expliciete keuzes kunnen maken, hoe weten we dat onze verzameling bestaat? Stel bijvoorbeeld dat {\displaystyle X} de verzameling is van alle niet-lege deelverzamelingen van de reële getallen. Allereerst kunnen we proberen net te doen alsof {\displaystyle X} eindig is. Als we proberen om een element uit elke verzameling te kiezen, dan zal, omdat {\displaystyle X} oneindig is, onze keuzeprocedure nooit tot een einde komen, en zullen we dus ook nooit in staat zijn een keuzefunctie voor alle elementen van {\displaystyle X} te produceren. Vervolgens zouden wij kunnen proberen om het kleinste element uit elke verzameling te specificeren. Sommige deelverzamelingen van de reële getallen kennen echter geen kleinste elementen. Bijvoorbeeld, het open interval (0,1) heeft geen kleinste element: als {\displaystyle x} in (0,1) ligt, dan doet {\displaystyle x/2} dat ook en is {\displaystyle x/2} strikt genomen altijd kleiner dan {\displaystyle x}. Deze poging mislukt dus ook.
De verklaring voor het feit dat we in staat zijn de kleinste elementen uit deelverzamelingen van de natuurlijke getallen te kiezen, is dat de natuurlijke getallen zijn uitgerust met een welgeordendheid: Iedere niet-lege deelverzameling van de natuurlijke getallen heeft onder deze natuurlijke ordening een uniek kleinste element. Men zou kunnen zeggen, "Zelfs als de gebruikelijke ordening van de reële getallen niet werkt, kan het mogelijk zijn om een andere ordening van de reële getallen te vinden, die welgeordend is. In dat geval kan onze keuzefunctie het kleinste element van elke verzameling vinden met inachtneming van onze ongebruikelijke ordening". Het probleem wordt dan het vinden van de constructie van een welgeordendheid, wanneer die voor haar bestaan het keuzeaxioma blijkt te vereisen. Elke verzameling kan dan en slechts dan welgeordend zijn als het keuzeaxioma waar is.

## Niet-constructieve aspecten
Een bewijs dat gebruikmaakt van het keuzeaxioma is, in een betekenis van het woord, niet-constructief: zelfs als het bewijs het bestaan van een object staaft, kan het toch onmogelijk zijn om het object in de taal van de verzamelingenleer te definiëren. Terwijl het keuzeaxioma bijvoorbeeld impliceert dat er een welgeordendheid van de reële getallen bestaat, zijn er modellen van de verzamelingenleer met het keuzeaxioma, waarin geen welgeordendheid van de reële getallen kan worden gedefinieerd. Als een ander voorbeeld kan men van een deelverzameling van de reële getallen, die niet Lebesgue-meetbaar is, bewijzen dat deze bestaat door gebruik te maken van het keuzeaxioma, maar is het consistent dat geen enkele van dergelijke verzamelingen definieerbaar is.
Het keuzeaxioma produceert deze ondefinieerbare zaken (objecten waarvan men door gebruik te maken van een niet-constructief bewijs kan bewijzen dat zij bestaan, maar die niet expliciet geconstrueerd kunnen worden), wat in strijd kan zijn met sommige filosofische principes. Omdat er geen welgeordendheid van alle verzamelingen bestaat, hoeft een constructie die zich verlaat op een welgeordendheid geen kanoniek resultaat te produceren, zelfs als een kanoniek resultaat gewenst zou zijn (zoals vaak het geval is in de categorietheorie). In het constructivisme vereist men dat alle existentiebewijzen volledig expliciet zijn. Dat wil zeggen dat men in staat moet zijn om, op een expliciete en canonieke manier, alles te construeren waarvan men kan bewijzen dat het bestaat. Dit raamwerk verwerpt het volledige keuzeaxioma, omdat het keuzeaxioma het bestaan van een object stelt zonder haar structuur op unieke wijze te bepalen. In feite laat de stelling van Diaconescu-Goodman-Myhill zien hoe de constructief onaanvaardbare wet van de uitgesloten derde, of een beperkte vorm daarvan, in de constructieve verzamelingenleer valt af te leiden uit de aanname van het keuzeaxioma.
Een ander argument tegen het keuzeaxioma is dat het het bestaan van contra-intuïtieve objecten impliceert. Een voorbeeld hiervan is de Banach-Tarskiparadox, die zegt dat het mogelijk is om de 3-dimensionale eenheidsbol in eindig veel stukjes te "ontleden", en vervolgens uitsluitend door gebruik te maken van rotaties en translaties deze stukjes te herassembleren tot twee massieve ballen, elk met hetzelfde volume als het origineel. De stukjes in deze, met behulp van het keuzeaxioma geconstrueerde, decompositie zijn bijzonder gecompliceerd.
De meerderheid van de wiskundigen accepteert het keuze-axioma tegenwoordig als een geldig principe, waarvan gebruik kan worden gemaakt bij het bewijzen van nieuwe resultaten in de wiskunde. Het debat is echter dusdanig interessant, dat het van belang wordt geacht wanneer een stelling in ZFC (ZF plus het keuzeaxioma) logisch equivalent is (met alleen de ZF-axioma's) aan het keuzeaxioma, en wiskundigen zoeken naar resultaten die vereisen dat het keuzeaxioma onwaar is, hoewel dit type van deductie minder gebruikelijk is dan het type, waarbij men vereist dat het keuzeaxioma waar is.
Het is mogelijk om vele stellingen te bewijzen zonder daarbij gebruik te maken van het keuzeaxioma, noch van de ontkenning daarvan; dit is gebruikelijk in de constructieve wiskunde. Dergelijke beweringen zullen in elk model van de Zermelo-Fraenkel-verzamelingenleer (ZF), ongeacht de waarheid of onwaarheid van het keuzeaxioma in dat specifieke model, waar zijn. De beperking tot ZF maakt elke claim, die zich hetzij op het keuzeaxioma hetzij op de ontkenning daarvan baseert, onbewijsbaar. De Banach-Tarskiparadox is bijvoorbeeld noch bewijsbaar noch weerlegbaar aan de hand van alleen ZF: het is onmogelijk om de geëiste decompositie van de eenheidsbal in ZF te construeren, maar het is ook onmogelijk te bewijzen dat er niet een dergelijke decompositie bestaat. Op gelijkwaardige wijze zijn alle genoemde onderstaande beweringen, die het keuzeaxioma of een zwakkere vorm daarvan vereisen voor wat betreft hun bewijs onbewijsbaar in ZF, maar aangezien elke bewering bewijsbaar is in ZFC, zijn er modellen van ZF waarin elke bewering waar is. Beweringen, zoals de Banach-Tarskiparadox, kunnen worden geherformuleerd als voorwaardelijke stellingen, bijvoorbeeld: "Als het keuzeaxioma waar is, bestaat de decompositie in de Banach-Tarskiparadox." Dergelijke voorwaardelijke beweringen kunnen in ZF worden bewezen, wanneer de oorspronkelijke beweringen bewijsbaar zijn vanuit ZFC.

## Gelijkwaardige vormen
Er bestaat een opmerkelijk aantal belangrijke resultaten die, uitgaande van de axioma's van ZF, maar zonder het keuzeaxioma of de ontkenning ervan, gelijkwaardig zijn aan het keuzeaxioma. De belangrijkste resultaten zijn het lemma van Zorn en de welgeordendheidstelling. In feite introduceerde Zermelo zijn keuzeaxioma in eerste instantie om zijn bewijs van het welgeordendheidsprincipe te formaliseren.
- Verzamelingenleer
  - De welgeordendheidsstelling: elke verzameling kan welgeordend zijn. Om die reden heeft elke kardinaal een initiële ordinaal.
  - De stelling van Tarski: voor elke oneindige verzameling {\displaystyle A} bestaat er een bijectieve afbeelding tussen de verzamelingen {\displaystyle A} en {\displaystyle A\times A}.
  - Trichotomie: gegeven twee verzamelingen, dan hebben zij of dezelfde kardinaliteit, of heeft een verzameling een kleinere kardinaliteit dan de andere verzameling.
  - Het Cartesisch product van een niet-lege familie van niet-lege verzamelingen is niet-leeg.
  - De stelling van König: informeel; de som van een rij van kardinalen is strikt genomen kleiner dan het product van een rij van grotere kardinalen. De reden om de stelling informeel te noemen, is dat de som of het product van een rij van de kardinalen niet kan worden gedefinieerd zonder enig aspect van het keuzeaxioma.
  - Iedere surjectieve functie heeft een rechter inverse.

- Ordetheorie
  - Het lemma van Zorn: elke niet-lege partieel geordende verzameling waarin elke keten (dat wil zeggen volledig geordende deelverzameling) een bovengrens heeft, bevat minstens één maximaal element
  - Het maximaal-principe van Hausdorff: in elke partieel geordende verzameling, is elke volledig geordende deelverzameling opgenomen in een maximale totaal geordende deelverzameling. Het principe "Elk partieel geordende verzameling heeft een maximaal totaal geordende deelverzameling" is ook gelijkwaardig aan het keuzeaxioma over ZF, het principe heeft restricties
  - Het lemma van Tukey: elke niet-lege verzameling van eindig karakter heeft een maximaal element met betrekking tot inclusie.
  - Het antiketenprincipe: elke partieel geordende verzameling is een maximale antiketen.

- Abstracte algebra
  - Elke vectorruimte heeft een basis.
  - Elke unitaire ring anders dan de triviale ring bevat een maximaalideaal.
  - Voor iedere niet-lege verzameling {\displaystyle S} bestaat er een binaire operatie gedefinieerd op {\displaystyle S} die deze verzameling een groep maakt[8] (een annulerende binaire operatie volstaat hiervoor).

- Functionaalanalyse
  - De gesloten eenheidsbol van de duale van een genormeerde vectorruimte over de reële getallen heeft een uiterst punt.

- Algemene topologie
  - De stelling van Tychonov, waarin beweerd wordt dat elk product van compacte topologische ruimten zelf compact is.
  - In de producttopologie is de afsluiting van een product van deelverzamelingen gelijk aan het product van deze afsluitingen.

- Wiskundige logica
  - Als {\displaystyle S} een verzameling is van zinnen van een predicatenlogica en {\displaystyle B} een consistente deelverzameling van {\displaystyle S} is, dan is {\displaystyle B} opgenomen in een verzameling die maximaal is tussen de consistente deelverzamelingen van {\displaystyle S}. Het bijzondere geval waar {\displaystyle S} de verzameling is van alle' eerste-orde zinnen in een bepaalde signatuur is zwakker, gelijkwaardig aan de Booleaanse priemideaalstelling.

## Zwakkere vormen
Er zijn verschillende zwakkere beweringen die niet gelijkwaardig zijn aan het keuzeaxioma, maar die er wel nauw aan verwant zijn. Een voorbeeld is het axioma van de afhankelijke keuze (DC). Een nog zwakker voorbeeld is het axioma van de aftelbare keuze (ACω of CC), dat stelt dat er een keuzefunctie bestaat voor elke aftelbare verzameling van niet-lege verzamelingen. Deze axioma's zijn voldoende volwaarde voor vele bewijzen in de elementaire analyse, en zij zijn in overeenstemming met een aantal principes, zoals de Lebesgue-meetbaarheid van alle verzamelingen van reële getallen, principes die weerlegbaar zijn, wanneer men het keuzeaxioma gebruikt.
Andere keuzeaxioma's zwakker dan het keuzeaxioma zijn onder andere de Booleaanse priemideaalstelling en het axioma van uniformiteit.

### Resultaten die zwakkere vormen dan het keuzeaxioma vereisen
Een van de meest interessante aspecten van het keuzeaxioma is het grote aantal plaatsen in de wiskunde, waar het axioma opduikt. Hieronder staan de nodige stellingen, die het keuzeaxioma vereisen in de zin dat deze stellingen niet bewijsbaar zijn vanuit alleen ZF, maar wel bewijsbaar zijn vanuit ZFC (dat wil zeggen ZF plus het keuzeaxioma (AC)). Op gelijkwaardige wijze zijn deze stellingen waar in alle modellen van ZFC, maar onwaar in sommige modellen van ZF.
- Verzamelingenleer
  - Een vereniging van aftelbaar veel aftelbare verzamelingen is zelf weer aftelbaar.
  - Als een verzameling {\displaystyle A} oneindig is, is er een injectieve afbeelding van de natuurlijke getallen naar {\displaystyle A}.
  - Als een verzameling {\displaystyle A} oneindig is, heeft {\displaystyle A\times A} dezelfde kardinaliteit als {\displaystyle A}.
  - Twee verzamelingen hebben ofwel dezelfde kardinaliteit, ofwel een van de twee heeft kleinere kardinaliteit dan de andere.

- Maattheorie
  - De stelling van Vitali over het bestaan van niet-meetbare verzamelingen waarin wordt gesteld dat er een deelverzameling van de reële getallen bestaat die niet Lebesgue-meetbaar is.
  - De Hausdorff-paradox.
  - De Banach-Tarskiparadox.
  - De Lebesgue-maat van een aftelbare disjuncte vereniging van meetbare verzamelingen is gelijk aan de som van de maten van de individuele verzamelingen

- Abstracte algebra
  - Elk lichaam heeft een algebraïsche afsluiting.
  - De representatiestelling van Stone: elke booleaanse algebra is isomorf met een booleaanse algebra van verzamelingen.

- Functionaalanalyse
  - De stelling van Hahn-Banach
  - De stelling van Banach-Alaoglu
  - De categoriestelling van Baire.

- Topologie
  - De stelling van Tychonov, die zegt dat een product van compacte topologische ruimten zelf ook compact is.
  - In de producttopologie is de afsluiting van een product van deelverzamelingen gelijk aan het product van de afsluitingen.